# Volo Yeti Airlines 103
Il volo Yeti Airlines 103 era un collegamento passeggeri di linea nazionale da Kathmandu a Lukla, in Nepal. L'8 ottobre 2008, un de Havilland Canada DHC-6 Twin Otter operante sulla rotta si schiantò durante l'avvicinamento all'aeroporto di Lukla, nel Nepal orientale. Solo una persona sopravvisse all'impatto.

## L'aereo
Il velivolo coinvolto nell'incidente era un de Havilland Canada DHC-6 Twin Otter gestito da Yeti Airlines. Volò per la prima volta nel 1980 e operò per Bristow Helicopters. Entrò in servizio in Nepal nel 1997, quando Lumbini Airways lo acquisì. Nel 1998 venne ceduto a Yeti Airlines. Nel 2006 subì un incidente minore quando collise con la recinzione perimetrale dell'aeroporto di Bajura durante l'atterraggio. Venne coinvolto in un altro incidente, quando uscì di pista all'aeroporto di Surkhet nel 2007.

## Passeggeri ed equipaggio
Dodici passeggeri erano tedeschi e due australiani. L'unico sopravvissuto fu Surendra Kunwar, il comandante dell'aeromobile, che venne estratto dai detriti poco dopo l'incidente e fu portato a in ospedale a Kathmandu; in seguito soffrì di problemi psicologici e fu ricoverato in un ospedale psichiatrico.

## L'incidente
L'aeroporto di Lukla è l'accesso principale alla regione del Monte Everest, in Nepal, ed è un atterraggio notoriamente difficile, con solo 460 metri di pista ripida e inclinata con soli 20 metri di larghezza e un ripido sentiero di accesso.
A causa delle cattive condizioni meteorologiche e della fitta nebbia, il pilota perse il contatto visivo con la pista; tuttavia, decise di non interrompere l'avvicinamento, nonostante non ci fosse alcun sistema di atterraggio strumentale a Lukla. L'aereo arrivò troppo basso e troppo sulla sinistra; il carrello d'atterraggio collise contro la recinzione perimetrale dell'aeroporto e il velivolo impattò contro il suolo.

## Conseguenze
Le norme di sicurezza all'aeroporto di Lukla vennero migliorate e gli atterraggi in caso di maltempo limitati. Venne collocata una targa vicino al luogo dell'incidente e la popolazione locale celebra la memoria delle vittime ogni anno l'8 ottobre.